# Hyles spinifascia
Hyles spinifascia är en fjärilsart som beskrevs av Butler 1871. Hyles spinifascia ingår i släktet Hyles och familjen svärmare. Inga underarter finns listade i Catalogue of Life.